# Lucciana Pérez Alarcón
Lucciana Pérez Alarcón (* 8. Mai 2005) ist eine peruanische Tennisspielerin.

## Karriere
Lucciana Pérez Alarcón spielte ihr erstes Profiturnier 2021 in Lima, einem Turnier der ITF Women’s World Tennis Tour, wo sie im Einzel und Doppel jeweils in der ersten Runde ausschied. Am 12. November 2022 holte sie sich ihren ersten Turniersieg im Doppel bei einem Profiturnier.
Bei den Südamerikaspielen 2022 war sie im Einzel und Doppel aktiv. Während sie im Einzel in der ersten Runde ausschied, erreichte sie im Doppel das Viertelfinale.
Bei den Juniorinnen der French Open 2023 erreichte sie das Finale, das sie gegen Alina Kornejewa mit 6:74 und 3:6 verlor.
2022 war sie erstmals Teammitglied der peruanischen Billie-Jean-King-Mannschaft. Sie hat eine Bilanz von 9:2.

## Turniersiege

### Einzel
| Nr. | Datum           | Turnier   | Kategorie | Belag | Finalgegnerin           | Ergebnis     |
| --- | --------------- | --------- | --------- | ----- | ----------------------- | ------------ |
| 1.  | 14. Juli 2024   | Luján     | ITF W15   | Sand  | Luisina Giovannini      | 7:5, Aufgabe |
| 2.  | 11. August 2024 | Chacabuco | ITF W35   | Sand  | Alice Tubello           | 6:2, 6:4     |
| 3.  | 13. Juli 2025   | Rio Claro | ITF W35   | Sand  | Miriana Tona            | 6:1, 6:2     |
| 4.  | 20. Juli 2025   | São Paulo | ITF W35   | Sand  | Maria Florencia Urrutia | 7:67, 6:3    |

### Doppel
| Nr. | Datum             | Turnier   | Kategorie | Belag | Partnerin                 | Finalgegnerinnen                              | Ergebnis         |
| --- | ----------------- | --------- | --------- | ----- | ------------------------- | --------------------------------------------- | ---------------- |
| 1.  | 12. November 2022 | Lima      | ITF W15   | Sand  | Anastasia Iamachkine      | Romina Ccuno Maria Torres Murcia              | 6:2, 6:4         |
| 2.  | 8. Juni 2024      | Maringá   | ITF W15   | Sand  | Jazmín Ortenzi            | Camilla Bossi Leticia Garcia Vidal            | 6:2, 6:1         |
| 3.  | 13. Juli 2024     | Luján     | ITF W15   | Sand  | Jazmín Ortenzi            | Romina Ccuno María Florencia Urrutia          | 6:4, 7:5         |
| 4.  | 24. August 2024   | Arequipa  | ITF W50   | Sand  | Jazmín Ortenzi            | Tiantsoa Sarah Rakotomanga Rajaonah Lian Tran | 5:7, 6:3, [10:1] |
| 5.  | 19. Juli 2025     | São Paulo | ITF W35   | Sand  | Marian Gómez Pezuela Cano | Dang Yiming You Xiaodi                        | Walkover         |

## Abschneiden bei Grand-Slam-Turnieren

### Juniorinneneinzel
| Turnier         | 2022 | 2023 | Karriere |
| --------------- | ---- | ---- | -------- |
| Australian Open | —    | —    | —        |
| French Open     | 1    | F    | F        |
| Wimbledon       | 1    | 2    | 2        |
| US Open         | 1    | 2    | 2        |

Zeichenerklärung: S = Turniersieg; F, HF, VF, AF = Einzug ins Finale / Halbfinale / Viertelfinale / Achtelfinale; 1, 2, 3 = Ausscheiden in der 1. / 2. / 3. Hauptrunde; nicht ausgetragen

### Juniorinnendoppel
| Turnier         | 2022 | 2023 | Karriere |
| --------------- | ---- | ---- | -------- |
| Australian Open | —    | —    | —        |
| French Open     | AF   | 1    | AF       |
| Wimbledon       | 1    | AF   | AF       |
| US Open         | 1    | 1    | 1        |